# 李康宜
李康宜（1981年5月22日—），臺灣女演員，畢業於華岡藝校戲劇科。
李康宜在張作驥的指導及調教下，首部作品《黑暗之光》即獲得當年台北電影節年度最具潛力新人獎，並入圍金馬獎最佳女主角，星路頗被看好，近年則以電視作品居多。

## 演出作品

### 電影
| 年份 | 片名                        | 角色             | 導演   |
| 1999 | 黑暗之光                    | 康宜             | 張作驥 |
| 2000 | 今生有約                    |                  | 張博昱 |
| 2000 | 人間喜劇                    |                  | 鴻鴻   |
| 2000 | 晴天娃娃                    | 顏歆荷           | 陳義雄 |
| 2004 | 神奇洗衣機                  | 女生             | 李芸嬋 |
| 2005 | 戀人                        | 安琪             | 王明台 |
| 2006 | 人魚朵朵                    | 24號女生         | 李芸嬋 |
| 2006 | 搶來的人生                  | 沛沛（沛雯）     | 文琡惠 |
| 2011 | 夏日的向日葵                |                  |        |
| 2011 | 與愛別離                    | 顏千惠           | 林孝謙 |
| 2011 | 黑貓大旅社                  | 年輕黑貓（滿姐） | 徐麗雯 |
| 2013 | 我不窮，我只是沒錢-香蕉傳奇 | 阿妹             | 聶華勳 |

### 電視劇
| 年份 | 頻道                | 劇名                                     | 飾演   |
| 2001 | 未播出              | 《旅人的故事》第二單元〈綁架大明星〉     |        |
| 2001 | 台視、 東森         | 《吐司男之吻》                           | 小薰   |
| 2001 | 華視、 東森         | 《吐司男之吻2：愛情本事》                | 小薰   |
| 2002 | 華視                | 《流星花園2》                            | 阿美   |
| 2002 |                     | 《未成年主張之搞個自由式》（音樂偶像劇） |        |
| 2002 |                     | 《十七歲的冬天》（公益短片）             | 趙芯薔 |
| 2002 | 台視                | 《搖滾莎士》                             | 心亞   |
| 2004 | 華視                | 《愛在星光燦爛時》                       | 葉清清 |
| 2004 | 台視 、東森         | 《求婚事務所》（Say Yes Enterprise）     | 李一珮 |
| 2005 | 華視                | 《我只在乎你》                           | 陳雪娟 |
| 2006 | 華視                | 《聖稜的星光》                           | 小藍   |
| 2007 | 公視                | 《我在墾丁*天氣晴》（Wayward Kenting）   | 方亮羽 |
| 2007 | 已殺青，未播出      | 《劍道愛》                               |        |
| 2008 | 公視                | 《天平上的馬爾濟斯》                     | 江若羽 |
| 2010 | 優酷網              | 《清蜜星體驗》（網路短篇劇集）           | 意雪   |
| 2010 | 中視                | 《女王不下班》                           | 章若天 |
| 2012 | 公視                | 《小孩大人》                             | 蕭孟楓 |
| 2012 | 三立都會台 台視     | 《我，租了一個情人》                     | 廖依人 |
| 2012 | 大愛                | 《尋找幸福的種籽》                       | 林思彣 |
| 2014 | 中視                | 《曉之春》                               | 張曉娟 |
| 2014 | 广东卫视 、江西卫视 | 《爱你不放手》(真爱谎言2)                | 徐盈   |

## 其他

### 廣告
- 1999年 卵磷脂豆漿

### MV
- 2002年 任賢齊（沒你就沒我）
- 2003年 蔡健雅（夜盲症）
- 2004年 梁詠琪（沉迷）
- 2005年 張宇（男人的好）
- 2005年 李崗霖（祈禱）
- 2006年 蔡依林（離人節）
- 2008年 戴愛玲（累格）
- 2008年 蕭敬騰（奮不顧身）阮經天&李康宜
- 2009年 A-Lin（以前，以後）丁春誠&李康宜
- 2012年 曾靜玟 (別說我不懂)

### 書籍
李康宜自2006年11月赴英國蘇格蘭的愛丁堡城市遊學近三個月，回台灣後於2009年出版書籍，分享遊學心得。《愛丁堡深呼吸．李康宜英國遊學記》，2009年，ISBN 9789866606298

## 獎項
| 年份   | 頒獎典禮                  | 獎項                       | 影片                 | 角色   | 結果 |
| ------ | ------------------------- | -------------------------- | -------------------- | ------ | ---- |
| 1999年 | 第36屆金馬獎              | 最佳女主角                 | 《黑暗之光》         | 康宜   | 提名 |
| 1999年 | 第2屆台北電影節台北電影獎 | 最具潛力新人獎             | 《黑暗之光》         | 康宜   | 獲獎 |
| 2000年 | 第3屆台北電影節台北電影獎 | 最佳年度演員獎             | 《晴天娃娃》         | 歆荷   | 獲獎 |
| 2009年 | 第44屆金鐘獎              | 戲劇節目女主角獎           | 《天平上的馬爾濟斯》 | 江若羽 | 提名 |
| 2012年 | 第47屆金鐘獎              | 戲劇節目女主角獎           | 《小孩大人》         | 蕭孟楓 | 提名 |
| 2014年 | 第49屆金鐘獎              | 迷你劇集／電視電影女主角獎 | 《曉之春》           | 張曉娟 | 提名 |

## 外部連結
- 李康宜的新浪微博
- 李康宜粉絲團的Facebook專頁
- 喜鵲娛樂的Facebook專頁
- 李康宜在香港影庫上的簡介
- 李康宜在互联网电影资料库（IMDb）上的資料（英文）
- 新聞局台灣電影網─電影工作者李康宜[永久]